# Uniq
Az  uniq egy Unix alkalmazás, mely egy állomány egymás utáni sorait ellenőrzi. Használható szűrőprogramként is. Általában a sort parancs után használják.

## Opciók
- -u   Csak a nem ismétlődő sorokat írja ki az állományból.
- -d   Csak az ismétlődő sorokat írja ki a bemeneti állományból.
- -c   Az egymás utáni sorokat egyszer írja ki az ismétlésszám után. Kombinálható a -d kapcsolóval.
- -i   Nem tesz különbséget kis- és nagybetű között.
- -s N A sor első N karakterét nem hasonlítja össze.
- -w N Legfeljebb N karaktert hasonlít össze.
- --help    Kiírja a súgót és kilép
- --version Kiírja a program verzióinformációit és kilép.

Példa: Az állomány sorai aszerint, hogy melyik hányszor ismétlődött:
sort file | uniq -c | sort -n